# Eparchia di Rostov

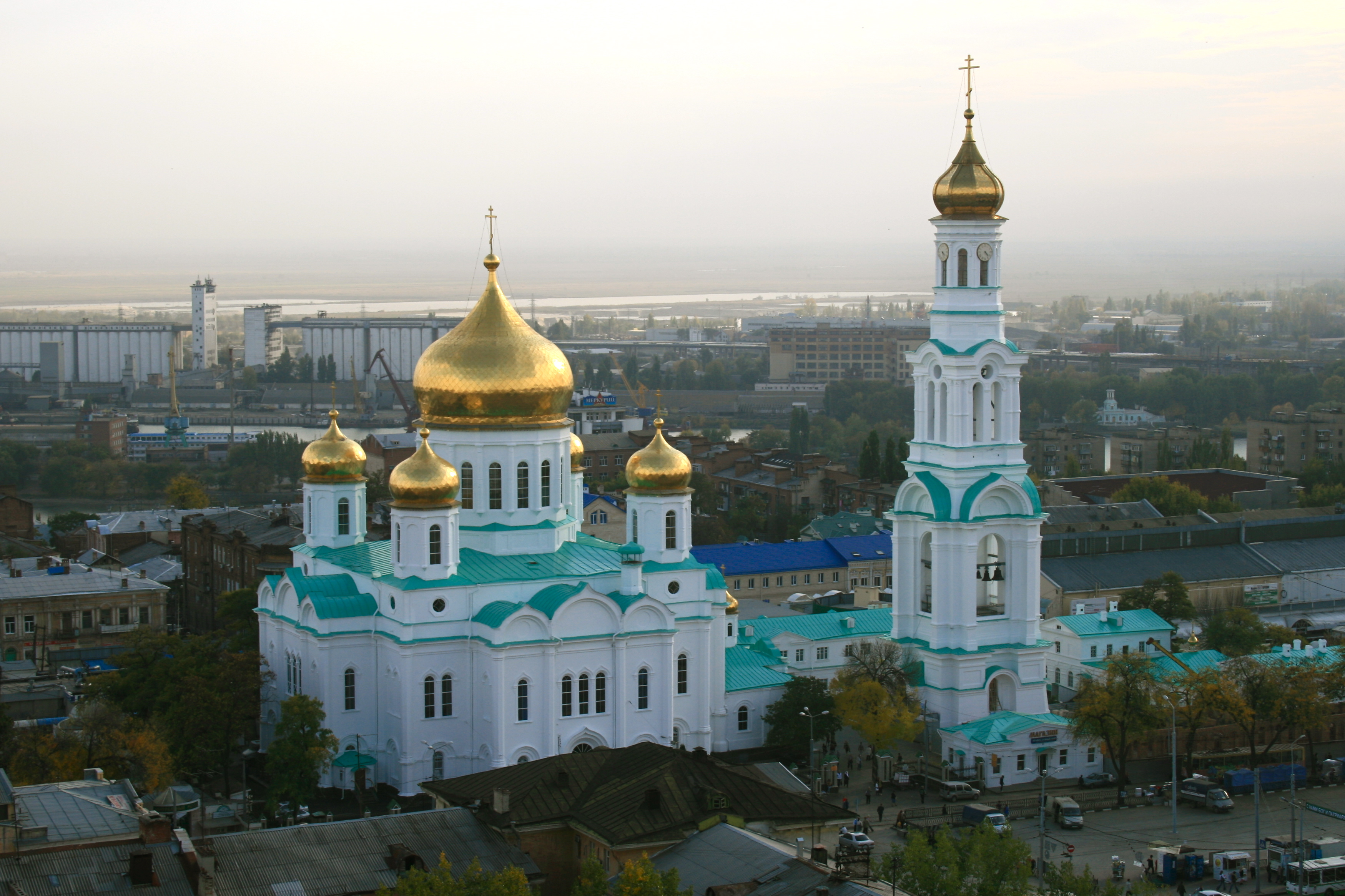
La cattedrale della Natività della Beata Vergine di Rostov.

Mappa dell'eparchia di Rostov.

L'eparchia di Rostov (in russo: Ростовская епархия) è una diocesi della Chiesa ortodossa russa, appartenente alla metropolia del Don.

## Territorio
L'eparchia comprende la parte sud-occidentale dell'oblast' di Rostov nel circondario federale meridionale.
Sede eparchiale è la città di Rostov sul Don, dove si trova la cattedrale della Natività della Beata Vergine. L'eparca ha il titolo ufficiale di «metropolita di Rostov e Novočerkassk».
Nel 2013 l'eparchia è suddivisa in 11 decanati per un totale di 131 parrocchie.

## Storia
L'eparchia è stata eretta il 24 maggio 1919 separandola dall'eparchia di Ekaterinoslav (oggi Dnipro).
Il 27 luglio 2011 ha ceduto porzioni del suo territorio a vantaggio dell'erezione delle eparchie di Volgodonsk e di Šachty.